# Berkay Hardal
Berkay Hardal (* 18. November 1996 in Istanbul) ist ein türkischer Schauspieler.

## Leben und Karriere
Hardal wurde am 18. November 1996 in Istanbul geboren. Seine Familie stammt ursprünglich aus Manisa. Er studierte an der Trakya Üniversitesi. Sein Debüt gab er 2017 in der Fernsehserie İstanbullu Gelin. Danach spielte er in der Serie Meleklerin Aşkı die Hauptrolle. 
2019 bekam er eine Hauptrolle in Kardeş Çocukları. Im selben Jahr heiratete er die Schauspielerin Dilan Telkök.

## Filmografie
Serien
- 2017–2018: İstanbullu Gelin
- 2018: Meleklerin Aşkı
- 2019: Kardeş Çocukları